# 张旭 (1914年)
张旭（1914年11月—），字旭初，男，汉族，直隶（今河北）蠡县人，中华人民共和国政治人物、书法家，曾任北京市高级人民法院院长，中国书法家协会常务理事。